# Attentat de N'Djaména
L'attentat de N'Djaména du 15 juin 2015  a lieu pendant l'insurrection de Boko Haram. C'est la première fois que la capitale du Tchad est visée par un attentat-suicide.

## Déroulement
Le matin du 15 juin 2015, la ville de N'Djaména, la capitale tchadienne, est touchée par plusieurs attentats-suicides. Les attaques visent d'abord la direction de la Sécurité publique et le commissariat central où deux kamikazes à pied se font exploser. L'école de police est ensuite touchée, un véhicule conduit par un kamikaze pénètre à l'intérieur de la cour puis explose en faisant de nombreuses victimes. Un deuxième véhicule aurait ensuite explosé à son tour, peu après, devant le portail de l'école alors que les élèves fuyaient les lieux,,. Selon le bilan définitif, les attentats font 38 morts, dont trois kamikazes, et 101 blessés.

## Revendication
Après l'attentat, les autorités tchadiennes accusent aussitôt Boko Haram,, groupe djihadiste contre lequel l'armée tchadienne est intervenue au Nigeria et au Cameroun en janvier 2015. Le 8 juillet, l'attaque est effectivement revendiquée par l'« État islamique, province Afrique de l'Ouest », nouveau nom officiel de Boko Haram après son allégeance à l'État islamique. Les auteurs de l'attaque sont présentés comme étant Abou Hamza al-Ansari et Abu al-Sadiq al-Ansari,.

## Suites
Le 17 juin, en représailles à l'attentat, l'armée tchadienne mène des frappes aériennes contre Boko Haram au Nigeria. Selon l'état-major tchadien, six bases djihadistes sont détruites par des avions de chasse et des hélicoptères de combat qui causent « de nombreux dégâts humains et matériels ». D'après des sources de RFI, ces frappes auraient eu lieu sur trois sites dans les environs de Baga, Dikwa et Gamboru Ngala, et notamment dans les villages de Wurgé et Wurgé-Mamadou,.
Après l'attentat, le gouvernement tchadien prend plusieurs mesures, il interdit les voitures aux vitres teintées, les activités et les lessives sur le fleuve Chari et le port de la burqa. Il tient également à émettre de nouvelles cartes d'identité et passeports,,,.
Le 19 juin, des enquêteurs du FBI se rendent à N'Djaména.
Le matin 29 juin, la police tchadienne effectue une opération contre une cache d'armes dans l'est de la ville. Les djihadistes font alors sauter des charges explosives qui tuent six d'entre eux et cinq policiers.  
Le 2 juillet, une nouvelle cache d'armes et de munitions est découverte à N'Djaména, contenant obus de mortier, roquettes et chargeurs de Kalachnikov.
Un autre attentat a lieu le 11 juillet, un homme dissimulé sous un voile intégral se fait exploser dans un marché, faisant 15 morts et 80 blessés.
Le 28 août, 10 hommes accusés d'être membres de Boko Haram et d'avoir organisé les attentats de N'Djaména, sont condamnés à mort et fusillés dès le lendemain.